# سه‌گوش پسین گردن
سه‌گوش پسین گردن (انگلیسی: Posterior triangle of the neck) از ناحیه‌های گردن در کالبدشناسی انسان است.
ضلع قدامی این سه‌گوش کنار خلفی ماهیچه جناغی‌پستانکی (استرنوماستوئید)، ضلع خلفی آن کناره قدامی ماهیچه ذوزنقه‌ای و ضلع تحتانی آن متعلق به استخوان ترقوه است. قاعده این مثلث در پائین و رأس آن در بالا و رو به زائده پستانکی (ماستوئید) قرار گرفته‌است و به سهم خود به مثلث‌های کوچکتری به شرح زیر تقسیم می‌شود:
- سه‌گوش پس‌سری
- سه‌گوش زیرترقوه‌ای